# Nanodiamanti
I nanodiamanti da detonazione sono diamanti microscopici originati da una detonazione. 

trinitrotoluene (TNT) structure 3
hexogen (RDX) structure

2

## Applicazioni
Sono disponibili parecchi prodotti commerciali per le seguenti applicazioni:
1. Additivi ed oli per macchine (e.g. ADDO);
2. Lubrificanti per metalli(Drawing of W-, Mo-, V-, Rh-wires);
3. Additivi per plastiche e gomme;
4. Additivi per elettrolisi galvanica (e.g. DiamoSilb).

## Citotossicità
Le nanoparticelle di diamante, -le ultime e le più piccole nella famiglia del carbonio- potrebbero essere utilizzate in un futuro per trasportare farmaci in zone particolari di cellule danneggiate, dove nanoparticelle più grandi della serie organica potrebbero non entrare. Esse potrebbero essere anche utilizzate per rivestire ossa ed articolazioni.
Attualmente l'utilizzo sugli uomini è ancora lontano e non se ne conosce ancora la eventuale tossicità.
Alcune nanoparticelle sono già utilizzate per cosmetici, vestiti resistenti alle macchie ed unguenti.
Comunque secondo Liming Dai, della Università di Dayton, i nanodiamanti prodotti in gruppo sarebbero molto più economici dei nanotubi.

## Uso in medicina
Il professor Dean Ho, il dottor Houjin Huang ed il Dr. Erik Pierstorff della Università Northwestern, in collaborazione con il dottor Eiji Osawa del NanoCarbon Research Institute in Giappone, hanno dimostrato che i nanodiamanti circondanti un farmaco possono trasportare lo stesso farmaco, evitandone il rilascio su cellule sane, limitando quindi gli effetti tossici.